# 大藤正雄
大藤 正雄（おおとう まさお、1929年10月7日 - 2012年2月1日）は、日本の医学者、医師。

## 略歴
千葉県生まれ。千葉大学医学部卒、同大学院博士課程修了、1959年医学博士。千葉大学助教授、教授、1996年定年退官、名誉教授。放射線医学総合研究所、国保成東病院。さんむ医療センター顧問。海堂尊は大藤を心の師と呼んでいる。

## 著書
- 『肝硬変の方へ』主婦の友社 名医の語り下ろしシリーズ　1996
- 『画像診断とがん治療 世界に先駆ける日本の先端医療』ニュートンプレス 2000

### 共編著
- 『経皮的胆道造影 肝・胆道・膵の診断』大野孝則、土屋幸浩、税所宏光共著 医学書院 1973
- 『症例による先天性肝内胆管拡張症』編集 医学図書出版 1980
- 『消化器超音波診断学』編 医学書院 1985
- 『腹部超音波診断入門』久直史共編 メジカルビュー社 1986
- 『体外衝撃波胆石破砕療法』土屋幸浩共編 医学図書出版 1989
- 『胆石症』編 南江堂 1990
- 『新臨床内科学 第6版』尾形悦郎、高久史麿共編 医学書院 1993

## 論文
- <大藤正雄